# Вылазка

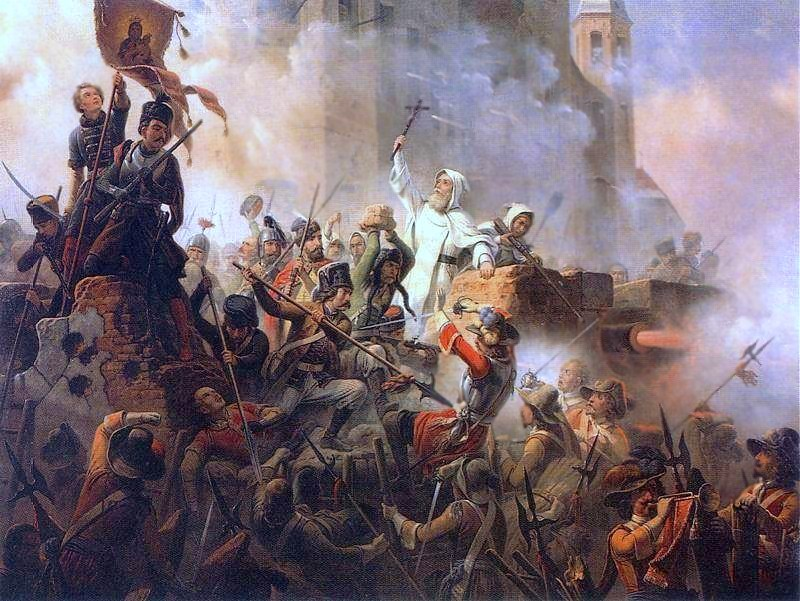
Художественное полотно «Битва у Ясной Горы».

Вы́лазка — внезапное нападение осаждённых на осаждающих, военный термин, под которым понимается неожиданное нападение защитников осаждённого укреплённого пункта (крепости) на осаждающих. 
Вылазка может быть выполнена как всем гарнизоном, так и частью его сил; даже при незначительном успехе она сильно повышает морально-психологическое состояние осаждённых. Обычно вылазки осуществляются в тёмное время суток, во время непогоды или тумана, к ним прибегают для достижения самых различных целей: в начале осады их часто организуют для разведки и прощупывания противника, в дальнейшем — для нарушения ведения инженерных работ, захвата или порчи ценного осадного оборудования и орудий, взятия пленных, улучшения своего тактического положения и нередко — для прорыва осады и выхода из окружения. Во время штурма крепостных укреплений вылазка осаждённых за пределы линии обороны может быть использована для нанесения удара во фланг или в тыл штурмовым боевым порядкам.
Как форма активной обороны вылазки использовались начиная с древнейших времён. Русские воинские формирования применяли их при обороне Доростола в 971 году, Полтавы в 1709 году, Севастополя в 1854—1855 годах, Порт-Артура в 1904 годах и других.
В современных конфликтах понятие вылазки не утратило своего значения, например во время Великой Отечественной войны Советские войска активно использовали вылазки при обороне Ленинграда, Одессы, Севастополя, а немецкие — при действиях в окружении под Будапештом, Шнайдемюлем и других.